# 奇夫拉里山

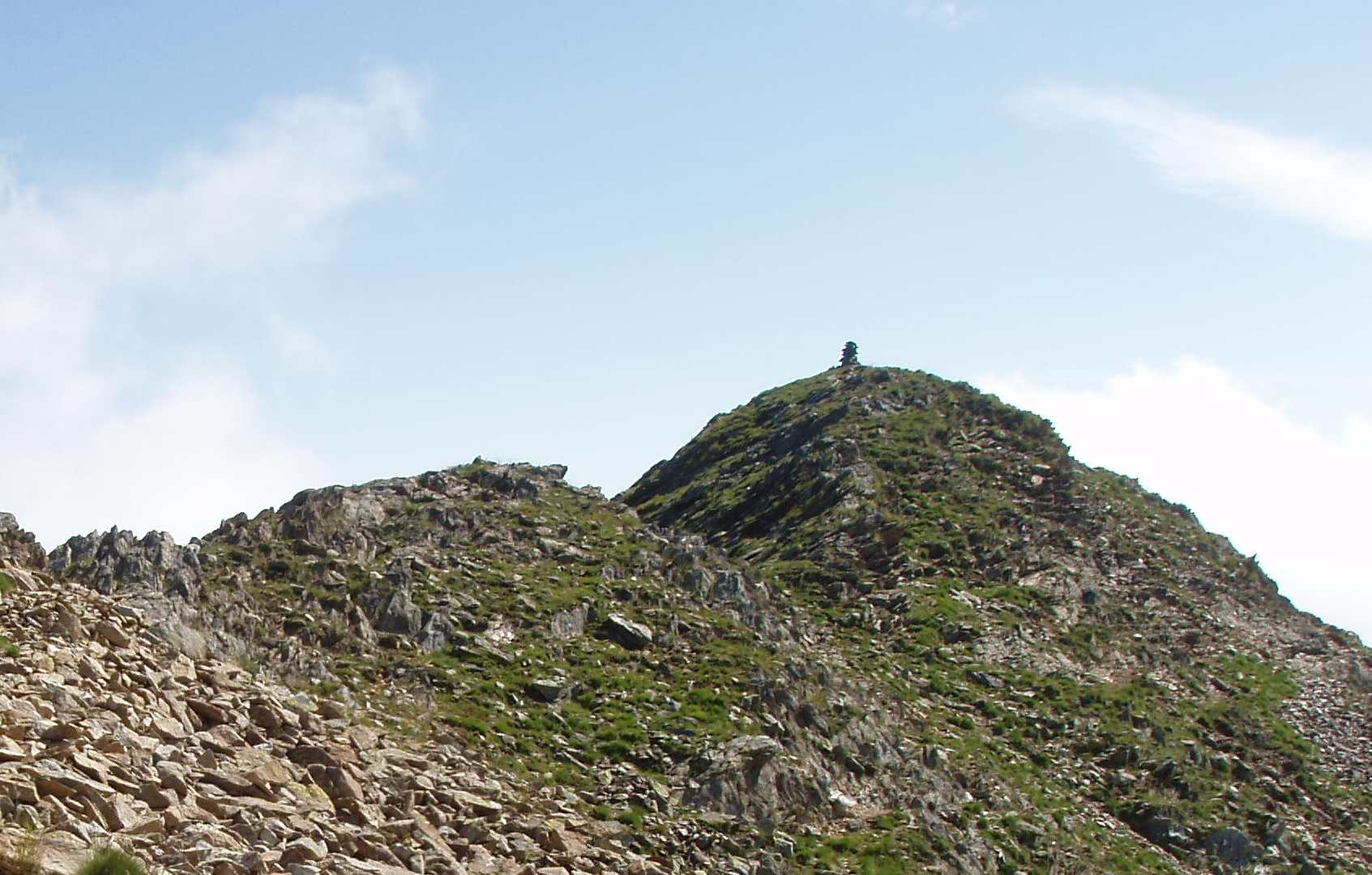

45°11′31″N 7°19′39″E / 45.1920614°N 07.3275036°E
奇夫拉里山（義大利語：Monte Civrari），是意大利的山峰，位於該國西北部，由皮埃蒙特大區負責管轄，屬於格拉耶山的一部分，處於孔多韋、萊米耶和維烏，海拔高度2,302米。